# Euroschinus falcatus
Euroschinus falcata là một loài thực vật có hoa trong họ Đào lộn hột. Loài này được Hook.f. mô tả khoa học đầu tiên năm 1862.

## Hình ảnh

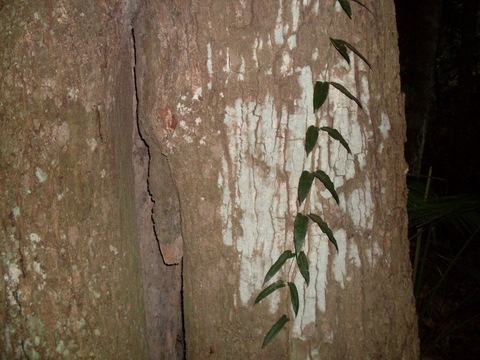
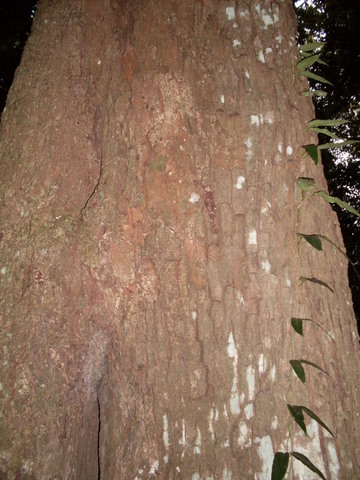
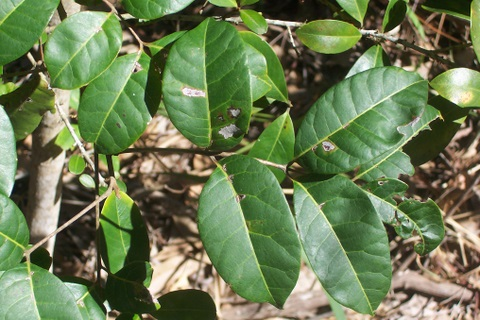
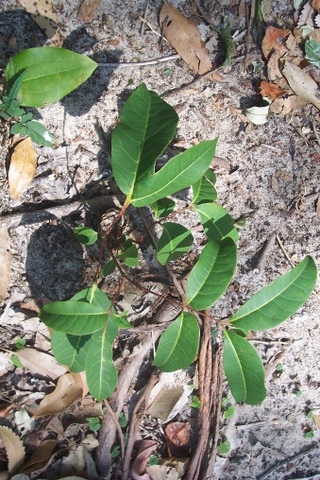